# Scary Movie 2
Scary Movie 2 és una comèdia cinematogràfica estatunidenca de 2001, i és la segona pel·lícula de la sèrie Scary Movie, que ja compta amb quatre pel·lícules. Es va presentar amb el subtítol de "Mentim", fent referència a l'eslògan "No hi haurà clemència. No hi haurà vergonya. No hi haurà seqüeles" de la primera. Ha estat doblada al català
Com una extensió sobrenatural de la primera pel·lícula, la nova entrega dels germans Wayans dirigeix la seva mirada cap icones clàssics com L'exorcista, Poltergeist o Hannibal, però va més enllà dels sobrenatural i també amb pel·lícules Els Àngels de Charlie i Missió: Impossible II. Sense deixar-se res pel camí, els Wayans acaben parodiant l'actual cultura popular, atacant descaradament als informatius nocturns, als vidents televisius i l'anunci televisiu de moda.

## Argument
La pel·lícula comença amb una paròdia de L'Exorcista, en què l'adolescent Megan Voorhees és posseïda i dos sacerdots, el Pare McFeely i el Pare Harris, han d'expulsar al diable. L'exorcisme no surt segons el planejat, i després hi ha una guerra de vòmit entre els personatges.
Un avanç ràpid a un any després mostra a Cindy Campbell, Brenda Meeks, Wilkins Ray i Shorty Meeks a la universitat, tractant de viure una nova vida, després dels esdeveniments en la pel·lícula anterior. Encara que la majoria d'ells va morir en el primer film (en una escena eliminada) Brenda diu que la seva mort va ser una experiència propera a la mort, i Cindy mai va ser declarada oficialment morta. Els personatges són Cindy i Brenda, Alex, Ray, que encara està confós per la seva sexualitat, i els seus dos nous amics, Tommy i Buddy, mentre Shorty segueix sent el mateix de l'última pel·lícula.
La història comença amb un professor de la universitat, el professor Oldman, i el seu assistent Dwight, que és paraplègic. Tots dos volen estudiar l'activitat paranormal a la Casa Infernal (la mateixa casa on vivia Megan Voorhees) i per això conviden els adolescents, que no en tenen ni idea, a passar uns quants dies. Buddy tira la canya a Cindy, però ella el rebutja, i Theo es converteix en part del grup d'estudi.
Quan Cindy arriba a la Casa Infernal (Hell house), coneix a un lloro de l'Amazones (la veu de Matt Friedman), i el cuidador, Hanson, que té una mà amb una malformació. Aquesta nit, Cindy sent veus provinents d'una habitació secreta, on ella i Buddy descobreixen la seva semblança amb la dona assassina, Hugh Kane. Un gat ataca Cindy, un pallasso de joguina ataca Ray (tot i Ray acaba per violar el pallasso), un monstre de marihuana ataca amb fum a Shorty, i el fantasma dels atacs, Hugh Kane, té relacions sexuals amb Alex a la seva habitació (i ràpidament surt al matí, quan Alex va expressar el seu entusiasme per convertir-se en la nova senyora Kane).
El professor Oldman és seduït i assassinat per un fantasma femení amb la cara desfigurada, i el fantasma de Hugh Kane tanca totes les sortides de la casa. Shorty es troba amb la fantasma, però en comptes de ser assassinat, té relacions sexuals amb ella, amb una bossa de paper sobre el cap d'aquesta. Alex Kane talla fins que el fantasma es veu obligat a matar-la. Després, Dwight equipa els adolescents amb les armes que poden danyar al seu enemic espectral. I Buddy i Cindy són tancats en una cambra de refrigeració. Pensant que Buddy va a morir per la seva anterior trobada amb el fantasma, Cindy el masturba. Després d'escapar de l'habitació, mentre fuig de Buddy, Cindy és perseguida per l'esquelet de Hugh Kane fins que Brenda li trenca el cap. Hanson és posseït per Hugh Kane, i Cindy, Brenda i Theo lluiten contra ell en una paròdia dels Àngels de Charlie, però acaben derrotats. Finalment, tots els adolescents acorden usar Cindy com a esquer per atreure el fantasma Kane a un dispositiu que finalment el destrueix.
Dos mesos després, Cindy i Buddy han iniciat una relació i surten a fer un passeig. El seu company desapareix sense previ avís, i Cindy descobreix Hanson en el lloc de frankfurts. Cindy retrocedeix per la por, Hanson la persegueix, i aquest és atropellat per un cotxe conduït per Shorty, distret perquè ell està rebent sexe oral de la dona fantasma.

## Repartiment
| Personatge          | Actor Original (Estats Units) |
| ------------------- | ----------------------------- |
| Cindy Campbell      | Anna Faris                    |
| Shorty Meeks        | Marlon Wayans                 |
| Ray Parks           | Shawn Wayans                  |
| Brenda Meeks        | Regina Hall                   |
| Alex Monday         | Tori Spelling                 |
| Buddy               | Christopher Masterson         |
| Theo                | Kathleen Robertson            |
| Professor Oldman    | Tim Curry                     |
| Hanson              | Chris Elliott                 |
| Dwight              | David Cross                   |
| Mare de Megan       | Veronica Cartwright           |
| Pare McFeely        | James Woods                   |
| Pare Harris         | Andy Richter                  |
| Lloro               | Matt Friedman                 |
| Cantant de la radio | Colleen Fitzpatrick           |
| Pallasso            | Suli McCullough               |
| Tommy               | James Debello                 |
| Megan Voorhees      | Natasha Lyonne                |

## Paròdies
- The Haunting: La trama de la pel·lícula.
- Hannibal: Quan el majordom Hanson li obre el cervell a Shorty.
- L'exorcista: Escena inicial de la pel·lícula, on el pare McDarra ha de fer un exorcisme a la nena.
- Harry Potter i la pedra filosofal (pel·lícula): El llibre que Cindy té a la mà: "Harry Peepstocker" ("Harry el de la pipa de crac").
- L'home sense ombra: Quan Cindy i Buddy són atrapats a la cambra frigorífica.
- Els Àngels de Charlie: Escena on la Cindy, la Brenda i la Theo lluiten contra el senyor Hanson.
- Un anunci de Nike: Quan estan en una zona fosca jugant a bàsquet.
- Un anunci de Firestone: Escena del combat entre el fantasma i Dwight.
- Hocus Pocus (pel·lícula):Escena en la qual Cindy és atacada per un gat per obrir el cofre (en realitat, a la pel·lícula real és una espelma).
- Rocky IV: La mateixa escena del gat, cops de puny a càmera lenta i provocacions.
- Poltergeist: Ray és agafat per un pallasso diabòlic sota el llit.
- Urban Legend: Quan Cindy està cantant en l'acte com en la primera escena de la pel·lícula.
- Els caçafantasmes: Escena on van a caçar el fantasma amb les armes ectoplasma.
- L'ens: Escena en què Alex té relacions amb el fantasma que habita la casa mentre ella dorm.
- Titanic (1997): Quan Cindy "dona calor" a Buddy a la cambra frigorífica.
- Twister: Escena en la qual Cindy crea un tornado en lluitar contra el senyor Hanson.
- Dude, Where's My Car?: Quan Ray i Tommy llegeixen els tatuatges que tenen a l'esquena.
- What Lies Beneath: Quan Cindy li obre la camisa al professor i apareix Ray vestit de dona.

## Saga
- Scary Movie (2000)
- Scary Movie 3 (2003)
- Scary Movie 4 (2006)
- Scary Movie 5 (2011)